# يعقوب شاهين
يعقوب شاهين مغني فلسطيني فائز بلقب برنامج آراب آيدول في موسمه الرابع بعد أن حصل على أعلى نسبة تصويت من الجمهور.

## حياته
وُلد يعقوب شاهين في 27 فبراير 1994 في مدينة بيت لحم في فلسطين، ووالدهُ هو يوسف شاهين. درس يعقوب الموسيقى في معهد إدوارد سعيد الوطني للموسيقى، وتعلم العزف على الآلات كالعود والكلارينيت وغيرها. درسَ يعقوب هندسة الديكور الداخلي في جامعة بوليتكنك فلسطين.
في عام 2005 فازَ يعقوب بلقب «نجم فلسطين»، وفي عام 2012 حصل على المركز الأول في برنامج المواهب الفلسطينية (نيو ستار) حيثُ حصل على لَقب «الفلسطيني نيو ستار». مثال يعقوب الأعلى في الفن والموسيقى هو الموسيقار محمد عبد الوهاب.

## مشاركته في برنامج آراب آيدل
شارك يعقوب شاهين في برنامج آراب آيدول في موسمه الرابع وبعد ان اجتاز مرحلة تجارب الأداء مروراً بالتصفيات فالعروض المباشرة وصولاً إلى النهائيات، تمكن يعقوب شاهين من إثبات نفسه حلقة بعد أخرى وحصد لقب محبوب العرب. حصل يعقوب خلال رحلته على تنويه اللجنة بصوته وعلى تعليقات إيجابية كما أن الجمهور دعمه بأصواته، شارك يعقوب في عدد من المهرجانات المحلية والدولية بمرافقة فرقة أوتار الموسيقية بقيادة المايسترو يعقوب الأطرش.